# Famille Tyrbas de Chamberet
La famille Tyrbas de Chamberet est une famille française subsistante d'ancienne bourgeoisie, originaire du Limousin.

## Histoire
Le nom des Tyrbas a d'abord été orthographié Tirebast ou Tirebatz, puis Tirebas.
Leur place au sein de la bourgeoisie de Limoges est attestée dès le début du XVIIe siècle par les registres consulaires de cette ville. 
Un procureur nommé Tirebast, du canton des Taules, comptait ainsi parmi les cent prudhommes chargés d'élire les consuls en 1624, 1627 et 1637.
Au siècle suivant, un Tirebas de Chamberet, qualifié de « bourgeois », a été consul de 1767 à 1768 puis conseiller de ville de 1768 à 1770,.
Les Tyrbas avaient acquis des propriétés à Montévert et Chamberet. Ce dernier lieu-dit, à ne pas confondre avec le village de Chamberet en Corrèze, est situé à l'ouest de Limoges, près de Verneuil-sur-Vienne. Considéré par les Tyrbas comme un fief noble (selon une tradition transmise peut-être complaisamment, par Poplimont), son nom a été relié à leur patronyme par une particule d'apparence nobiliaire. Les Tyrbas étaient seigneurs de Chamberet mais tous les seigneurs n'étaient pas nobles.
Au XIXe siècle, alors que la famille avait été contrainte de vendre sa gentilhommière de Chamberet avant de quitter Limoges, son chef portait le titre de « comte de Chamberet ».

## Armoiries
Les armes des Tyrbas de Chamberet se blasonnent ainsi : Coupé de gueules et d'azur ; sur l'azur un lion passant d'or ; sur le gueules deux étoiles d'or ; à la fasce d'argent brochant sur le coupé.,
Selon Pierre Jalouneix, la famille Tyrbas apparaît dans le Recueil des bourgeois de Limoges (1595-1604), et portait à l'origine « de… à une divise (ou fasce) haussée de… accompagnée en chef de deux étoiles de… et en pointe d’un lion de… armé et lampassé de… accosté des lettres initiales P et T ».

## Personnalités
- Jean-Joseph Tyrbas de Chamberet (1733-1815), consul de la ville de Limoges, commissaire du roi en Haut-Limousin ;
  - Jean-Baptiste Joseph Tyrbas de Chamberet (1779-1870), médecin principal des armées, fils du précédent.

- Gabriel Tyrbas de Chamberet (1816-1880), général de brigade, neveu du précédent ;
  - Paul Tyrbas de Chamberet (1848-1902), sous-préfet, fils du précédent.

## Pages connexes
- Armorial des familles du Limousin
- Liste de familles subsistantes d'ancienne bourgeoisie française